# チッソーネ
チッソーネ（伊: Cissone）は、イタリア共和国ピエモンテ州クーネオ県にある、人口約100人の基礎自治体（コムーネ）。

## 地理

### 位置・広がり

#### 隣接コムーネ
隣接するコムーネは以下の通り。
- ボッソラスコ
- ドリアーニ
- ロッディーノ
- セッラヴァッレ・ランゲ

## 行政

### 分離集落
チッソーネには、以下の分離集落（フラツィオーネ）がある。
- Albera, Baudrà, Fenogli, Neri